# 上海金桥国际商业广场
金桥国际商业广场簡稱金橋國際，是位於中國上海市浦東新區金橋鎮金桥路与张杨路路口以及金橋路站附近的一個購物中心，也是崇邦集團在上海建設的第二個購物中心（第一個是大寧國際商業广场）。金桥国际商业广场區域內有11座楼宇，總建築面積约16．4万平方米。最高建築為10層，另外10幢樓高度為2至4層。這些建築通過连廊相连。

## 歷史
上海金桥国际商业广场於2004年立項。2006年6月，摩根士丹利基金購入地塊。2007年，崇邦集團決定介入開發該購物中心。2009年9月，金桥国际商业广场竣工。2016年1月，盒馬首店在金桥国际商业广场開業。